# Die großen Detektive
Die großen Detektive ist eine deutsch-französische Fernseh-Krimiserie, die 1974 und 1975 von der ARD ausgestrahlt wurde.

## Handlung
In dieser deutsch-französischen Gemeinschaftsproduktion werden sechs Fälle der „großen Detektive“ der modernen Weltliteratur gezeigt. Das Spektrum reicht von Poes Auguste Dupin über Conan Doyles Sherlock Holmes bis zur Nick Carter, dem Helden einer Kriminalromanserie der Vorkriegszeit in Heftformat.

## Schauspieler und Rollen (Auswahl)
| Schauspieler           | Rolle              | Folge |
| ---------------------- | ------------------ | ----- |
| Rolf Becker            | Sherlock Holmes    | 3     |
| Frédéric de Pasquale   | Slim Callaghan     | 2     |
| Brigitte Fossey        | Julia              | 2     |
| Hans Peter Hallwachs   | Thaddeus Sholton   | 3     |
| Horst Janson           | Allan              | 1     |
| Dieter Kirchlechner    | Inspektor Lestrade | 3     |
| Roger Lumont           | Dr. Watson         | 3     |
| Georg Marischka        | Minister           | 1     |
| Edgar Maschmann        | Sammy              | 3     |
| Sacha Pitoëff          | Arkabad            | 6     |
| Siegfried Rauch        | Gernicot           | 5     |
| Franz Rudnick          | D'Escorval         | 4     |
| Reiner Schöne          | Nick Carter        | 6     |
| Gilles Ségal           | Inspektor Lecoq    | 4     |
| François Simon         | Polizeipräfekt     | 1     |
| Laurent Terzieff       | Auguste Dupin      | 1     |
| Roger Van Hool         | Inspektor Wens     | 5     |
| Pierre Vernier         | Santerre           | 5     |
| Gila von Weitershausen | Mary Morstan       | 3     |
| Wolfgang Weiser        | Rentaul            | 2     |

## Episoden
| Folge | Titel                        | Detektiv        | Vorlage                 | Drehbuch                          | Ausstrahlung     |
| ----- | ---------------------------- | --------------- | ----------------------- | --------------------------------- | ---------------- |
| 1     | Der gestohlene Brief         | Auguste Dupin   | Edgar Allan Poe         | Michel Andrieu, Jacques Nahum     | 9. Februar 1974  |
| 2     | Rendezvous in der Finsternis | Slim Callaghan  | Peter Cheyney           | Michel Andrieu, Jacques Nahum     | 13. April 1974   |
| 3     | Das Zeichen der Vier         | Sherlock Holmes | Arthur Conan Doyle      | Jean Ferry, Jacques Nahum         | 8. Juni 1974     |
| 4     | Monsieur Lecoq               | Inspektor Lecoq | Émile Gaboriau          | Jean Ferry, Jacques Nahum         | 20. Juli 1974    |
| 5     | Tödliches Ehrenwort          | Inspektor Wens  | Stanislas-André Steeman | François Chevalier, Jacques Nahum | 26. Februar 1975 |
| 6     | In geheimer Mission          | Nick Carter     | John R. Coryell         | Jean Ferry, Jacques Nahum         | 29. März 1975    |